# Vincent Mannaert
Vincent Mannaert (Opwijk, 8 oktober 1974) is een Belgische voetbalbestuurder en oud-voetballer. Hij werd algemeen manager, eerst bij Zulte Waregem in 2007 en daarna bij Club Brugge van 2011 tot 2024. In die periode won Club Brugge zes landstitels en één Beker van België. Sinds 2024 is hij technisch directeur bij de Koninklijke Belgische Voetbalbond. Mannaert is jurist van opleiding.

## Spelerscarrière
Vincent Mannaert sloot zich op 7-jarige leeftijd aan bij het plaatselijke KSK Opwijk. Zijn voetbaltalent viel er al op jonge leeftijd op. Hij zette een stap hoger en belandde bij de jeugd van RSC Anderlecht. Begin jaren 90 volgde hij beloftentrainer Jean-Pierre Vande Velde en ruilde hij de club in voor tweedeklasser Eendracht Aalst.
Mannaert maakte tijdens het seizoen 1993/94 zijn debuut voor Aalst. Het was toenmalig trainer Jan Ceulemans die hem zijn eerste speelminuten gunde. De club dwong dat seizoen via de eindronde de promotie naar Eerste Klasse af. De 20-jarige Mannaert was in die dagen een ploegmaat van onder meer Gilles De Bilde, Yves Vanderhaeghe, Leo Van der Elst en Peter Van Wambeke.
In 1995 zette Mannaert een stap terug om zijn studies voorrang te geven. Hij studeerde in die tijd rechtsgeleerdheid aan de Vrije Universiteit Brussel (VUB). Hij verliet Eendracht Aalst en verhuisde naar derdeklasser RC Heirnis Gent, waar hij het na één seizoen voor bekeken hield. Nadien speelde hij drie seizoenen voor vierdeklasser Eendracht Hekelgem, met wie hij in 1998 promoveerde.
Een jaar na de promotie ruilde hij Hekelgem in voor reeksgenoot KAV Dendermonde. Na een jaar keerde hij terug naar KSK Opwijk, waar hij destijds zijn carrière gestart had. In 2005 zette hij bij Eendracht Mazenzele een punt achter zijn spelersloopbaan. Mannaert was een technische speler, maar werd tijdens zijn spelersloopbaan drie keer aan de knie geopereerd en miste daardoor veel wedstrijden.

## Manager
Na zijn studies rechtsgeleerdheid ging Vincent Mannaert aan de slag als makelaar. Zo werkte hij samen met trainers als Trond Sollied en Jan Ceulemans, en oud-ploegmaats als Gilles De Bilde en Yves Vanderhaeghe. Later ging hij in dienst van het managementbureau SEM werken, maar daar vertrok hij uiteindelijk na een breuk met bestuurder Dirk Degraen. Hij werkte ook een tijd voor KBC en het humanresourcesmanagement De Witte & Morel van AA Gent-voorzitter Ivan De Witte.
Mannaert lokt in die periode ook de interesse op van Jos Vaessen, voorzitter van KRC Genk, en Herman Van Holsbeeck, manager van Anderlecht. Van Holsbeeck zag in Mannaert zijn opvolger. De gewezen jeugdspeler van paars-wit tekende zelfs een contract bij Anderlecht, maar voerde dat uiteindelijk nooit uit.

### Zulte Waregem
In januari 2007 werd Mannaert bij Zulte Waregem door voorzitter Willy Naessens aangesteld als algemeen manager. De club had enkele maanden eerder de Beker van België gewonnen en speelde daardoor Europees. In 2010 ruilde trainer Francky Dury Zulte Waregem in voor AA Gent. Mannaert haalde Bart De Roover als vervanger in huis, maar dat bleek geen schot in de roos te zijn. De Roover werd uiteindelijk ontslagen. Mannaert wilde toen Emilio Ferrera aanstellen, maar voorzitter Naessens koos voor de meer ervaren Hugo Broos.

### Club Brugge
In januari 2011 tekende Mannaert een contract bij Club Brugge. Hij werd er vanaf april 2011 algemeen manager. Filips Dhondt maakte de omgekeerde beweging, hij trok van Club Brugge naar Zulte Waregem. De overstap van Mannaert maakte deel uit van de revolutie die binnen de bestuurskamer van blauw-zwart plaatsvond. Zo waren er de voorzitterswissel, Bart Verhaeghe volgde Pol Jonckheere op, en het ontslag van sportmanager Luc Devroe. Die laatste werd vervangen door Henk Mariman en Sven Vermant. De vier nieuwe gezichten stonden symbool voor de modernisering binnen de club.
Maar de (r)evolutie binnen de club leidde ook tot kritiek. Zo reageerde het bestuur van AA Gent furieus toen bekend raakte dat Mannaert in april 2011 Franky Dury, toenmalig trainer van Gent, benaderd had. Alles leek erop te wijzen dat Dury een seizoen later Adrie Koster bij Club Brugge zou opvolgen. De supporters van blauw-zwart scandeerden in de laatste wedstrijd van het seizoen de naam van Koster en lieten verstaan dat Dury niet welkom was. Het bestuur van Club ging verder met Koster, Dury werd bij Gent aan de deur gezet en werd uiteindelijk technisch directeur bij de KBVB. Enkele maanden later werd Koster, na vier nederlagen en tegen de zin van heel wat supporters, toch aan de deur gezet.
 In mei 2012 plukten Mannaert en Verhaeghe bondscoach Georges Leekens weg bij de KBVB. Mannaert, Verhaeghe en Leekens kregen achteraf veel kritiek op hun aanpak.
De komst van Mannaert zorgde echter ook voor een nieuwe dynamiek in Brugge. In september 2013 werd Preud'homme de hoofdtrainer van Club Brugge. In 2015 volgde de eerste prijs, de beker van België, voor Mannaert bij Blauw-Zwart. De laatste bekerwinst van Club Brugge dateerde al van 2007. Zijn grootste triomf bij Club tot dan toe haalde Mannaert op 15 mei 2016: dag op dag elf jaar na de laatste keer dat Club Brugge de Belgische titel won, werd het onder Preud'homme opnieuw kampioen met een klinkende 4-0 overwinning tegen aartsrivaal Anderlecht
In 2018 was het opnieuw raak en werd Club voor de tweede keer onder het bewind Mannaert-Verhaeghe landskampioen. Juni 2019 was een nieuwe mijlpaal voor Club Brugge onder het bewind van Mannaert. Club nam zijn intrek in het nieuwe Belfius Basecamp in Knokke, een state-of-the-art oefencentrum in Knokke. In februari 2021 werd bekend dat Mannaert eveneens aandeelhouder is van Club Brugge met een belang van 17,5%.
In april 2024 vertrok Mannaert bij Club Brugge. Hij stopte als algemeen manager en stapte uit het Raad van Bestuur. Zijn clubaandelen verkocht hij aan voorzitter Bart Verhaeghe, naar verluidt voor enkele miljoenen euro's.

### Belgische voetbalbond
In het najaar van 2024 werd Mannaert aangetrokken door de Belgische voetbalbond (KBVB) als technisch directeur ter vervanging van Frank Vercauteren wiens contract eind dat jaar afloopt. Kort daarvoor had hij ook met de KBVB onderhandeld voor de functie van CEO, maar dat ging niet door. Van 1 december 2024 tot en met het WK 2026 is Mannaert bij de KBVB verantwoordelijk voor het mannenvoetbal.

## Trivia
- In juni 2019 werd Vincent Mannaert een 'Fellow' van de VUB. Met het Fellowship programma wil de VUB de muren tussen de academische wereld en de samenleving slopen.[10]